# دلکر (کالیفرنیا)
دلکر (به انگلیسی: Delleker) یک منطقهٔ مسکونی در ایالات متحده آمریکا است که در شهرستان پلوماس، کالیفرنیا واقع شده‌است. دلکر ۷٫۱۷۷ کیلومتر مربع مساحت و ۷۰۵ نفر جمعیت دارد و ۱٬۴۸۹ متر بالاتر از سطح دریا واقع شده‌است.